# Choegoda I Sun-sin
Choegoda I Sun-sin (최고다 이순신?, lett. Sei la migliore, Lee Soon-shin, titolo internazionale You're the Best, Lee Soon-shin) è una serie televisiva sudcoreana trasmessa su KBS2 dal 9 marzo al 25 agosto 2013.

## Trama
Lee Chang-hoon e Kim Jung-ae hanno tre figlie: la maggiore, Hye-shin, vive a Hong Kong con la figlia di sette anni Woo-joo e il marito, un uomo facoltoso; la figlia di mezzo, Yoo-shin, testarda e senza peli sulla lingua, ha una carriera ben avviata nel marketing dell'abbigliamento, ma sente di essere sempre stata meno amata della piccola di casa, Soon-shin. Quest'ultima non ha né il talento, né la bellezza delle sorelle maggiori, passa in continuazione da un lavoro all'altro e viene presa in giro per il suo nome, uguale a quello dell'eroe nazionale della Corea, simbolo della forza e del successo che Soon-shin non ha.
Un giorno, Soon-shin viene notata da Shin Joon-ho, presidente dell'agenzia di spettacolo Gabi Entertainment, che le offre di firmare un contratto per diventare attrice. Jung-ae, contenta che qualcuno abbia finalmente riconosciuto le capacità della figlia, la spinge ad accettare, mentre Chang-hoon è fermamente contrario: infatti, mentre tutti in famiglia, a differenza della diretta interessata, sono a conoscenza del fatto che Soon-shin sia stata adottata, soltanto Chang-hoon sa che la madre naturale della ragazza è la famosa attrice Song Mi-ryung, sua amica d'infanzia e primo amore, da poco trasferitasi nello stesso quartiere della famiglia Lee. Mi-ryung affidò la piccola appena nata a Chang-hoon per portarla in orfanotrofio, ma l'uomo decise, a sua insaputa, di allevarla come sua figlia, dicendo a tutti di averla trovata alla fermata dell'autobus. Nonostante le proteste del padre, Soon-shin firma il contratto, salvo scoprire poco dopo che il presunto Shin Joon-ho era un truffatore che ha chiesto un prestito alla banca a nome suo e poi è scappato con i soldi. Per pagare il debito, Soon-shin trova lavoro come cameriera al ristorante Black' Smith, che si trova sotto l'ufficio della Gabi Entertainment. Poco tempo dopo, un lutto colpisce la famiglia: una sera, Chang-hoon viene investito da un pirata della strada nel tentativo di salvare Song Mi-ryung e muore; la donna, unica testimone, scappa spaventata dalla scena dell'incidente insieme al suo manager.
Intanto, il vero Shin Joon-ho rincontra la sua ex fidanzata, l'attrice Choi Yeon-ah, e, per farla firmare con la sua agenzia, accetta una scommessa da lei proposta: se Joon-ho riuscirà a trasformare una ragazza senza talento come Soon-shin in una stella, Yeon-ah accetterà di entrare alla Gabi Entertainment. Memore della truffa appena subìta, Soon-shin esita, ma alla fine firma il contratto, scatenando contro di sé le ire dell'intera famiglia, che l'accusa di aver scelto una strada che il suo defunto padre non avrebbe mai approvato. Anche Jung-ae non è d'accordo con la decisione di Soon-shin perché ha scoperto che sua madre è Song Mi-ryung; inoltre, essendo venuta a conoscenza anche dei trascorsi tra l'attrice e Chang-hoon, si è convinta che il marito fosse il padre naturale di Soon-shin, inasprendo i rapporti con lei. Nel frattempo, Soon-shin inizia a studiare recitazione con Mi-ryung, mostrando un innato talento, ma, quando la donna scopre che la sua allieva era figlia di Chang-hoon, la allontana affinché non scopra il suo coinvolgimento nell'incidente. A questo scopo, inizia anche a sabotare la carriera nascente di Soon-shin, arrivando a dirle della scommessa tra Joon-ho e Yeon-ah. Ferita, Soon-shin rompe il contratto, ma Joon-ho riesce a farsi perdonare e la convince a ritentare, ricordandole di quando gli disse che recitare era l'unica cosa che la rendeva felice.
Mentre Soon-shin si fa strada nel mondo dello spettacolo e la verità sulla sua nascita inizia a venire a galla, Joon-ho s'innamora di lei, mettendo in allarme Yeon-ah, che decide di usare qualunque mezzo per riconquistarlo. Nel frattempo, Hye-shin torna in Corea con Woo-joo nascondendo di aver divorziato e viene corteggiata dal panettiere Seo Jin-wook, e Yoo-shin comincia una relazione segreta con l'amico d'infanzia Park Chan-woo, figlio di amici di famiglia.

## Personaggi
- Lee Soon-shin, interpretata da IU.
Soon-shin è una ragazza di 23 anni mediocre, che ha sempre vissuto all'ombra delle sorelle maggiori, molto più talentuose di lei. A volte troppo ingenua, è però una ragazza affettuosa e gentile che tiene molto alla sua famiglia, soprattutto a suo padre. Con il tempo, scopre che la recitazione è la sua vocazione e che è anche molto portata. Inizialmente odia Song Mi-ryung per averla abbandonata, ma, dopo essere andata a vivere con lei, inizia ad affezionarsi alla donna, a capire le difficoltà che ha dovuto affrontare e che la sua vita non è perfetta come sembra da fuori. Ha da tempo una cotta non corrisposta per Park Chan-woo, ma poi s'innamora di Joon-ho.
- Shin Joon-ho, interpretato da Jo Jung-suk.
Da giovane era un cantautore emergente, ma ha smesso per fondare la propria agenzia di spettacolo, la Gabi Entertainment. Essendo il figlio di un famoso dermatologo di Seul, ha vissuto un'infanzia privilegiata, ma è sempre stato oppresso dalle aspettative che lo volevano un dottore come il padre: con quest'ultimo, dopo aver scelto la musica, ha quasi interrotto ogni contatto. È uno stacanovista, esigente e serio. Inizialmente vuole tornare con la sua ex Choi Yeon-ah e in sua presenza è tanto imbarazzato da comportarsi goffamente, ma poi s'innamora di Soon-shin.
- Kim Jung-ae, interpretata da Go Doo-shim.
La madre di Hye-shin, Yoo-shin e Soon-shin, è una mamma, moglie e nuora affettuosa. Ama moltissimo il marito e, quando scopre che Soon-shin è figlia di Song Mi-ryung, amica d'infanzia dell'uomo, inizia a odiarlo per averla tradita. Inizialmente la sua rabbia è rivolta anche a Soon-shin, ma poi si concentra principalmente su Mi-ryung e non vuole che la donna abbia contatti con Soon-shin. Alla fine, perdona Mi-ryung.
- Song Mi-ryung, interpretata da Lee Mi-sook.
Una famosa attrice e cliente più importante della Gabi Entertainment, prende Soon-shin sotto la sua ala, scoprendo poi di essere la sua madre naturale. Nasconde dietro bugie il suo difficile passato: nata con il nome Kim Kyung-sook, è cresciuta nella povertà, in orfanotrofio e senza genitori, trovando conforto solo nell'alcol e in alcune relazioni occasionali. Da una di queste è nata Soon-shin, che lei ha affidato all'amico Lee Chang-hoon per darla a un orfanotrofio, senza sapere che lui l'ha invece cresciuta come propria figlia. Dopo aver iniziato a conoscere meglio Soon-shin, le si affeziona e cerca di aiutarla nella carriera di attrice con raccomandazioni non volute.
- Lee Yoo-shin, interpretata da Yoo In-na.
La sorella di mezzo, ha 29 anni ed è un'agente di marketing per un marchio di abbigliamento sportivo. Capace in tutto, schietta e tagliente, è però negata nei lavori di casa. È interessata alla natura e alla spiritualità, pratica lo yoga, ed è vegetariana. Sente di essere sempre stata trascurata dai genitori e che loro le abbiano preferito Soon-shin, e per questo la tratta male, anche se con il tempo il loro rapporto si fa più affettuoso. È molto popolare tra gli uomini e ha diversi appuntamenti, ma si scopre poi innamorata dell'amico d'infanzia Park Chan-woo, con il quale inizia una relazione segreta perché non vuole essere presa in giro da amici, colleghi e familiari.
- Lee Hye-shin, interpretata da Son Tae-young.
La sorella maggiore, ha 33 anni, è bella, gentile e posata, e ha sempre avuto il meglio. Ha sposato un uomo piacente proveniente da una famiglia benestante, con il quale si è trasferita a Hong Kong e ha avuto una figlia, Woo-joo, ma dopo sette anni torna in Corea, nascondendo alla famiglia che ha divorziato. A causa delle sue responsabilità come sorella maggiore, ha difficoltà nell'esprimere i propri dubbi e le proprie paure, ed è vista da tutti come una donna di talento che riesce bene in qualunque cosa senza sforzo apparente. Il suo carattere tranquillo, riservato e sottomesso la porta a sopportare ogni sopruso da parte della suocera, ma, grazie a Jin-wook, impara a reagire.
- Choi Yeon-ah, interpretata da Kim Yoon-seo.
Una giovane attrice emergente, ha avuto una relazione con Joon-ho anni prima e vorrebbe aprire la propria agenzia, anche se Joon-ho insiste affinché firmi con la Gabi Entertainment. Yeon-ah gli propone quindi la scommessa che porta l'uomo a conoscere Soon-shin: dopo aver notato il rapporto speciale tra Soon-shin e Joon-ho, Yeon-ah si rende conto dell'errore commesso e che in realtà vuole tornare con lui. Cerca quindi in ogni modo di riconquistarlo. Il suo odio per Soon-shin è amplificato anche dal fatto che la sua mentore Song Mi-ryung, che Yeon-ah vede come la madre perduta quando era piccola, inizia a trascurarla una volta scoperto che Soon-shin è la propria figlia naturale.
- Park Chan-woo, interpretato da Go Joo-won.
Un dermatologo cresciuto nel quartiere delle sorelle Lee, è appena tornato dal servizio militare. Dolce e gentile, lavora presso la clinica di Shin Dong-hyuk, attirando le attenzioni di sua figlia Yi-jung, che però Chan-woo respinge più volte, essendo innamorato fin da piccolo di Lee Yoo-shin. È un figlio modello amato e coccolato dalla madre.
- Seo Jin-wook, interpretato da Jung Woo.
Ha 33 anni e lavora come panettiere vicino alla casa delle sorelle Lee, ma in passato è stato in prigione per rissa. S'innamora di Hye-shin e poco dopo si trasferisce come affittuario a casa Lee. Hye-shin lo aiuta anche a studiare per entrare all'università e realizzare il desiderio della nonna che lo ha cresciuto dopo la morte dei suoi genitori.
- Kim Young-hoon, interpretato da Lee Ji-hoon.
Proprietario del ristorante Black' Smith, nello stesso edificio della Gabi Entertainment, è un amico di Joon-ho e assume Soon-shin come cameriera. Vuole molto bene alla ragazza, sostenendola in ogni cosa che fa, e capisce anche i suoi sentimenti quando scopre che Mi-ryung è la sua vera madre, essendo stato adottato lui stesso. È un cuoco eccellente, tanto da tenere delle lezioni di cucina nel ristorante.
- Shin Dong-hyuk, interpretato da Kim Kap-soo.
Direttore di una clinica di dermatologia e chirurgia estetica, è il padre di Joon-ho. Teme che il figlio s'innamori di un'attrice e quindi inizialmente gli organizza appuntamenti al buio con le figlie dei suoi amici. Chiuso, burbero e poco incline ad esprimere i propri sentimenti, non sopporta Song Mi-ryung, amica di sua moglie, ma poi, rendendosi conto che sono molto simili, ne diventa il maggior confidente, tanto da portare sua moglie a credere che la stia tradendo.
- Yoon Soo-jung, interpretata da Lee Eung-kyung.
La madre di Joon-ho, è la figlia del precedente proprietario della clinica. Non è capace di fare i lavori domestici, ma è molto brava in cucina e segue dei corsi presso il Black' Smith. È molto innamorata di suo marito e, quando inizia a sospettare una sua relazione con l'amica Song Mi-ryung, diventa gelosissima e lo caccia di casa.
- Shin Yi-jung, interpretata da Bae Green.
È la viziata sorella di Joon-ho e torna da New York di nascosto da suo padre per diventare un'attrice. Non riuscendo a convincerla a rinunciare a questa carriera, Shin Dong-hyuk accetta che Song Mi-ryung le dia delle lezioni di recitazione, chiedendo alla donna, però, di fare di tutto per costringerla ad abbandonare: infatti, Yi-jung lascia dopo poche lezioni. S'innamora di Park Chan-woo e inizia a corteggiarlo insistentemente, ricevendo in continuazione netti rifiuti. Si sente trascurata da suo padre, sempre troppo concentrato sul lavoro e che, invece di mostrarle un po' d'affetto, le chiede solo di sposarsi il prima possibile con un medico che possa ereditare la clinica.
- Hwang Il-do, interpretato da Yoon Da-hoon.
È da trent'anni il manager di Mi-ryung, che ha incontrato nell'orfanotrofio dove sono cresciuti insieme, e vuole solo il meglio per lei. Vive a casa della donna ed è stato testimone di tutte le difficoltà che Mi-ryung ha dovuto affrontare nel corso della sua vita.
- Shim Mak-re, interpretato da Kim Yong-rim.
La nonna delle sorelle Lee, ama fare escursioni nonostante l'età. Stravede per il figlio ed è molto legata alle tradizioni e all'onore della famiglia, tanto da chiedere a Hye-shin di perdonare il marito traditore. Fin da quando l'ha conosciuta tanti anni prima, non può vedere Song Mi-ryung, che lei continua a chiamare Kim Kyung-sook.
- Park Bok-man, interpretato da Song Min-hyung.
È il padre di Chan-woo e Chan-mi, e amico d'infanzia di Chang-hoon. Aiuta la moglie nel suo ristorante di pollo fritto dopo il fallimento della propria azienda. All'inizio è l'unico a sapere chi sia la madre naturale di Soon-shin.
- Jang Gil-ja, interpretata da Kim Dong-joo.
È la madre di Chan-woo e Chan-mi, e stravede per suo figlio, tanto da volerlo vedere sposato con una ragazza di buona famiglia, gentile e rispettosa, e che sia tutto il contrario di Lee Yoo-shin. Quando scopre la relazione di Chan-woo con Yoo-shin, si oppone con tutta sé stessa e cerca di avvicinarlo a Yi-jung, ma non riesce a impedire il matrimonio. Alla fine, impara ad apprezzare la nuora.
- Park Chan-mi, interpretata da Ga Won.
È la sorella minore di Chan-woo e buona amica di Soon-shin. Lavora come costumista per la televisione e viene scelta per assistere Soon-shin quando questa debutta come attrice. Parla senza pensare, finendo con l'offendere qualcuno o rivelare cose che era meglio tacere.
- Jo In-sung, interpretato da Lee Ji-hoon.
Un ex aspirante attore, ora lavora come segretario e braccio destro di Joon-ho alla Gabi Entertainment. Ama spettegolare, particolarmente con Chan-mi, della quale alla fine s'innamora.
- Han Woo-joo, interpretata da Kim Hwan-hee.
La figlia di Hye-shin, ha sette anni e vorrebbe che i suoi genitori tornassero insieme. Sfoga la sua rabbia per il divorzio su Jin-wook, che all'inizio non sopporta.
- Lee Chang-hoon, interpretato da Jung Dong-hwan.
L'amorevole padre delle sorelle Shin, Song Mi-ryung è stata il suo primo amore e, pur accettando, anni dopo, di portare la figlia della donna in un orfanotrofio, la tiene invece con sé e la cresce come sua figlia, dicendo di averla trovata alla fermata dell'autobus. Muore investito da un pirata della strada al posto di Song Mi-ryung, che scappa spaventata lasciandolo agonizzante.
- Han Jae-hyung, interpretato da Kim Young-jae.
L'ex marito di Hye-shin e padre di Woo-joo, lavora a Hong Kong e ha una relazione con un'altra donna.

## Ascolti
| Episodio | Data di trasmissione | Dati TNMS           | Dati TNMS                  | Dati AGB            | Dati AGB                   |
| Episodio | Data di trasmissione | A livello nazionale | Area metropolitana di Seul | A livello nazionale | Area metropolitana di Seul |
| -------- | -------------------- | ------------------- | -------------------------- | ------------------- | -------------------------- |
| 1        | 9 marzo 2013         | 25,9%               | 26,6%                      | 22,2%               | 22,5%                      |
| 2        | 10 marzo 2013        | 27,2%               | 28,3%                      | 24,3%               | 24,8%                      |
| 3        | 16 marzo 2013        | 23,7%               | 23,9%                      | 21,0%               | 22,1%                      |
| 4        | 17 marzo 2013        | 25,6%               | 25,7%                      | 25,2%               | 26,6%                      |
| 5        | 23 marzo 2013        | 22,0%               | 24,7%                      | 22,3%               | 22,6%                      |
| 6        | 24 marzo 2013        | 26,7%               | 26,8%                      | 26,2%               | 26,4%                      |
| 7        | 30 marzo 2013        | 25,3%               | 26,6%                      | 23,3%               | 23,5%                      |
| 8        | 31 marzo 2013        | 28,7%               | 29,6%                      | 26,9%               | 27,6%                      |
| 9        | 6 aprile 2013        | 25,7%               | 26,1%                      | 25,9%               | 26,9%                      |
| 10       | 7 aprile 2013        | 28,5%               | 29,0%                      | 27,3%               | 28,6%                      |
| 11       | 13 aprile 2013       | 24,0%               | 27,1%                      | 24,0%               | 25,4%                      |
| 12       | 14 aprile 2013       | 27,4%               | 27,4%                      | 28,0%               | 29,8%                      |
| 13       | 20 aprile 2013       | 25,6%               | 25,1%                      | 25,9%               | 27,1%                      |
| 14       | 21 aprile 2013       | 26,2%               | 26,5%                      | 27,3%               | 29,4%                      |
| 15       | 27 aprile 2013       | 23,7%               | 23,0%                      | 23,0%               | 23,2%                      |
| 16       | 28 aprile 2013       | 26,8%               | 26,9%                      | 26,7%               | 27,5%                      |
| 17       | 4 maggio 2013        | 21,7%               | 21,4%                      | 21,7%               | 23,6%                      |
| 18       | 5 maggio 2013        | 25,4%               | 25,4%                      | 26,2%               | 28,2%                      |
| 19       | 11 maggio 2013       | 21,0%               | 22,0%                      | 22,0%               | 23,7%                      |
| 20       | 12 maggio 2013       | 26,0%               | 26,3%                      | 27,6%               | 29,7%                      |
| 21       | 18 maggio 2013       | 24,9%               | 25,6%                      | 24,6%               | 26,1%                      |
| 22       | 19 maggio 2013       | 27,3%               | 28,5%                      | 29,5%               | 32,0%                      |
| 23       | 25 maggio 2013       | 22,9%               | 23,6%                      | 23,8%               | 25,7%                      |
| 24       | 26 maggio 2013       | 27,0%               | 27,7%                      | 28,4%               | 30,9%                      |
| 25       | 1º giugno 2013       | 24,2%               | 25,7%                      | 24,9%               | 25,6%                      |
| 26       | 2 giugno 2013        | 26,6%               | 27,4%                      | 29,8%               | 32,3%                      |
| 27       | 8 giugno 2013        | 23,5%               | 24,2%                      | 24,4%               | 26,2%                      |
| 28       | 9 giugno 2013        | 26,1%               | 26,6%                      | 29,6%               | 31,7%                      |
| 29       | 15 giugno 2013       | 22,0%               | 22,7%                      | 23,2%               | 24,6%                      |
| 30       | 16 giugno 2013       | 24,8%               | 26,5%                      | 27,9%               | 31,0%                      |
| 31       | 22 giugno 2013       | 24,2%               | 25,2%                      | 24,2%               | 26,2%                      |
| 32       | 23 giugno 2013       | 26,1%               | 27,1%                      | 27,5%               | 28,5%                      |
| 33       | 29 giugno 2013       | 23,5%               | 26,3%                      | 23,5%               | 24,6%                      |
| 34       | 30 giugno 2013       | 26,4%               | 27,7%                      | 26,9%               | 27,8%                      |
| 35       | 6 luglio 2013        | 22,2%               | 24,0%                      | 24,0%               | 25,1%                      |
| 36       | 7 luglio 2013        | 26,6%               | 28,0%                      | 29,9%               | 31,7%                      |
| 37       | 13 luglio 2013       | 23,8%               | 26,1%                      | 23,7%               | 24,4%                      |
| 38       | 14 luglio 2013       | 27,8%               | 30,6%                      | 28,5%               | 31,7%                      |
| 39       | 20 luglio 2013       | 23,2%               | 24,4%                      | 24,4%               | 26,9%                      |
| 40       | 21 luglio 2013       | 28,6%               | 30,3%                      | 30,1%               | 32,6%                      |
| 41       | 27 luglio 2013       | 24,0%               | 25,9%                      | 25,2%               | 27,0%                      |
| 42       | 28 luglio 2013       | 24,0%               | 24,7%                      | 27,1%               | 30,4%                      |
| 43       | 3 agosto 2013        | 23,0%               | 22,9%                      | 22,9%               | 22,9%                      |
| 44       | 4 agosto 2013        | 26,4%               | 25,8%                      | 26,0%               | 27,4%                      |
| 45       | 10 agosto 2013       | 24,6%               | 27,1%                      | 23,7%               | 25,5%                      |
| 46       | 11 agosto 2013       | 27,0%               | 28,2%                      | 26,6%               | 28,0%                      |
| 47       | 17 agosto 2013       | 24,5%               | 25,8%                      | 25,0%               | 26,0%                      |
| 48       | 18 agosto 2013       | 27,9%               | 29,2%                      | 30,8%               | 33,4%                      |
| 49       | 24 agosto 2013       | 24,4%               | 24,0%                      | 25,6%               | 25,8%                      |
| 50       | 25 agosto 2013       | 29,3%               | 31,8%                      | 30,1%               | 31,8%                      |
| Media    | Media                | 25,3%               | 26,1%                      | 25,8%               | 27,3%                      |

## Colonna sonora
1. Don't Know, Don't Know (몰라몰라) – Tahiti
2. I Only See One Person (한 사람만 보여요) – Changmin e Dahee
3. I Totally Love You (완전 사랑해요) – Jo Jung-suk
4. Counting Stars at Night (별 헤는 밤) – Sunny Hill
5. One Day (어느 날)
6. Loving (사랑하는)
7. Nice to Meet You (그대를 만나서)
8. Too Happy Day (너무 행복한 날에)
9. It Makes Me Cry (눈물이 날듯한)
10. Good Day (좋은 날)
11. Pure (순수)

A luglio 2013 è stato pubblicato il videoclip ufficiale del brano I Totally Love You. Tra i brani presenti nel drama c'è anche Beautiful Song (예쁘다송), canzone scritta da IU e da lei cantata con Jo Jung-suk, che però non è stata inclusa nella colonna sonora.

## Riconoscimenti
- 2013 - Korea Drama Awards
  - Nomination - Premio all'eccellenza a un'attrice a IU.
  - Nomination - Premio massima eccellenza a un'attrice a Lee Mi-sook.
- 2013 - KBS Drama Awards
  - Vinto - Premio all'eccellenza a un attore in un drama seriale a Jo Jung-suk.
  - Vinto - Premio all'eccellenza a un'attrice in un drama seriale a Lee Mi-sook.
  - Vinto - Miglior nuovo attore a Jung Woo.
  - Vinto - Miglior nuova attrice a IU.
  - Vinto - Miglior coppia a Jo Jung-suk e IU.
  - Nomination - Premio all'eccellenza a un'attrice in un drama seriale a IU.
  - Nomination - Miglior attrice a Lee Mi-sook.
  - Nomination - Miglior attrice di supporto a Yoo In-na.
  - Nomination - Miglior attrice bambina a Kim Hwan-hee.
- 2014 – DramaFever Awards
  - Nomination - Miglior drama
  - Nomination - Miglior attrice a IU.
- 2014 – Baeksang Arts Awards
  - Nomination – Attore più popolare (TV) a Jo Jung-suk.
  - Nomination – Attrice più popolare (TV) a IU.

## Distribuzioni internazionali
| Paese     | Canale/i     | Prima TV                     | Titolo adottato                                       |
| --------- | ------------ | ---------------------------- | ----------------------------------------------------- |
| Giappone  | KNTV         | 16 ottobre 2013-             | 最高です！スンシンちゃん (Sei la migliore! Soon-shin) |
| Hong Kong | Drama 2      | 20 gennaio-28 marzo 2014     | 最佳李純信 (Sei la migliore, Lee Soon-shin)           |
| Taiwan    | Videoland TV | 10 settembre-31 ottobre 2014 | 王牌大明星 (Top star)                                 |
| Filippine | GMA Network  | 8 febbraio-28 aprile 2016    | You're the Best! (Sei il migliore!)                   |

## Controversie sul titolo
A marzo 2013, la Global Youth League DN presentò un'ingiunzione al tribunale del distretto centrale di Seul contro l'emittente KBS per aver usato il nome "Lee Soon-shin" nel titolo del drama, chiedendone la modifica perché la figura storica di Lee Soon-shin (o Yi Sun Sin), un ammiraglio famoso per le sue vittorie contro la marina giapponese durante le invasioni dal 1592 al 1598 e simbolo nazionale, sarebbe stata danneggiata associandola alla "debole e goffa" protagonista interpretata da IU. La KBS e l'impresa di produzione A Story risposero di non aver intenzione di cambiare il titolo del drama o il nome del personaggio; invece, modificarono il poster originale, sostituendo digitalmente la pila di monete raffiguranti l'immagine dell'ammiraglio su cui i protagonisti sono seduti o in piedi con un liscio cilindro dorato.